# Andrea Giustiniani, I principe di Bassano
Andrea Giustiniani, I principe di Bassano (Messina, 14 ottobre 1605 – Roma, 8 maggio 1667), è stato un nobile italiano.

## Biografia

### I primi anni
Nato a Messina nel 1605, Andrea Bassano era figlio di Cassano Giustiniani de Banca (imparentato con Vincenzo Giustiniani e discendente dall'omonima casata genovese) e di sua moglie, Caterina de Bellis. Nacque in Sicilia durante la fuga della sua famiglia dall'isola greca di Chio, un tempo proprietà di suo padre ed ora attaccata dai Turchi.
Poco dopo la sua nascita, Andrea giunse col resto della famiglia a Roma dove il gruppo prese residenza a Palazzo Giustiniani dove Vincenzo, grazie all'influenza del fratello cardinale, aveva a suo tempo ottenuto il titolo di marchese sulle terre di Bassano Romano che già suo padre aveva acquistato dalla famiglia degli Anguillara. Alla morte di questi nel 1631, questi lasciò i diritti di successione proprio ad Andrea.

### La ricostruzione di Bassano

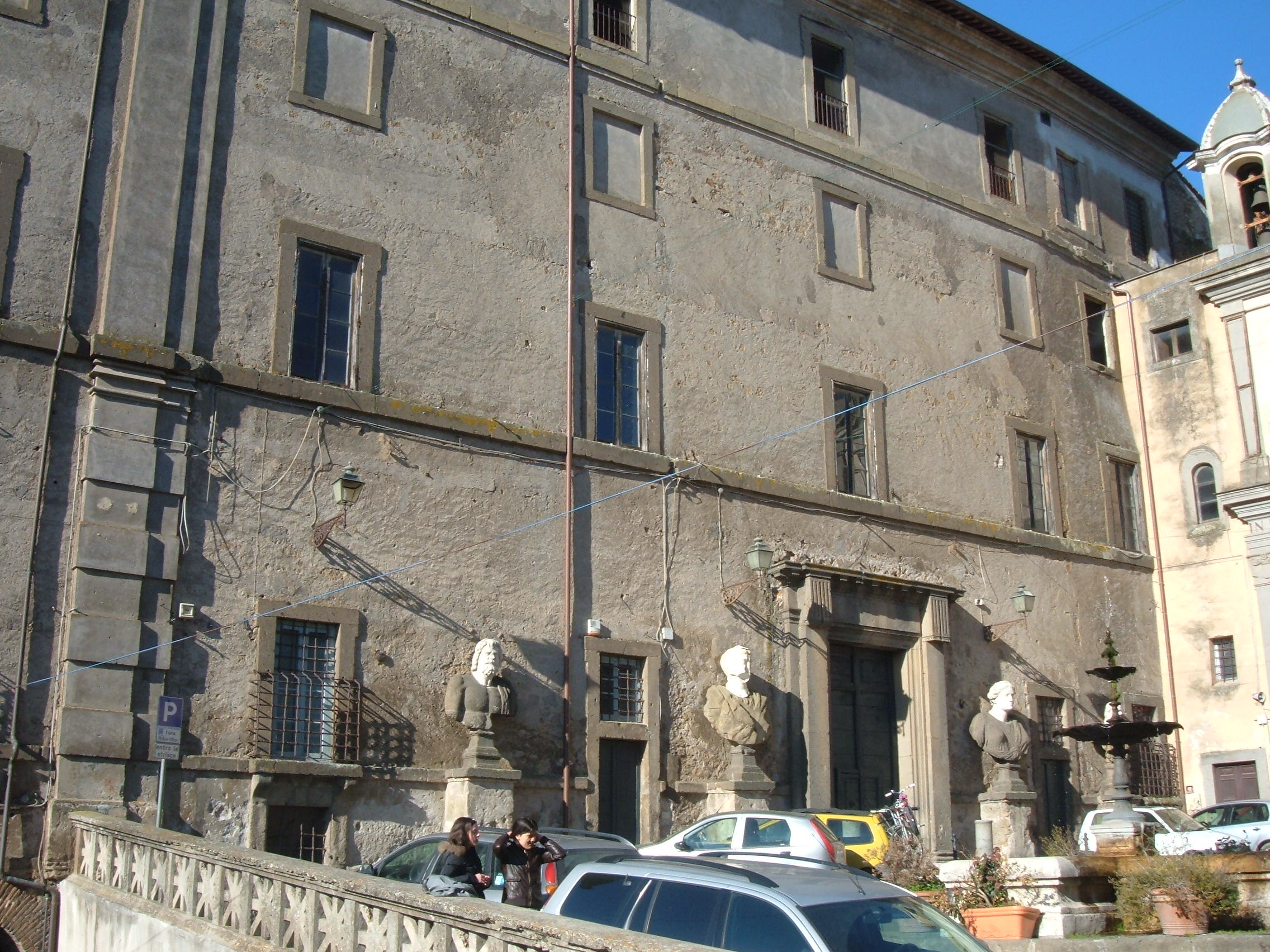
Palazzo Giustiniani a Bassano Romano, derivato dall'antico castello locale fatto modificare da Andrea Giustiniani

I Giustiniani continuarono a risiedere a Roma dove Vincenzo morì, lasciando a succedergli il figlio Andrea il quale ottenne il titolo di principe di Bassano il 21 novembre 1644 e quello di duca di Corbara (22 novembre), grazie non solo al patrimonio famigliare di cui disponeva, ma anche del prestigioso matrimonio da lui contratto con Maria Pamphili, figlia di Pamphilio Pamphili (fratello di papa Innocenzo X) e di sua moglie, Olimpia Maidalchini. Il pontefice lo nominò nel 1644 prefetto e governatore di Castel Sant'Angelo.
Egli si adoperò da subito per l'esecuzione di una serie di opere edilizie per la trasformazione del borgo di Bassano, grazie anche al breve pontificio del 1649 col quale Innocenzo X gli concesse la licenza di poter liberamente fabbricare in tutto il territorio del feudo.

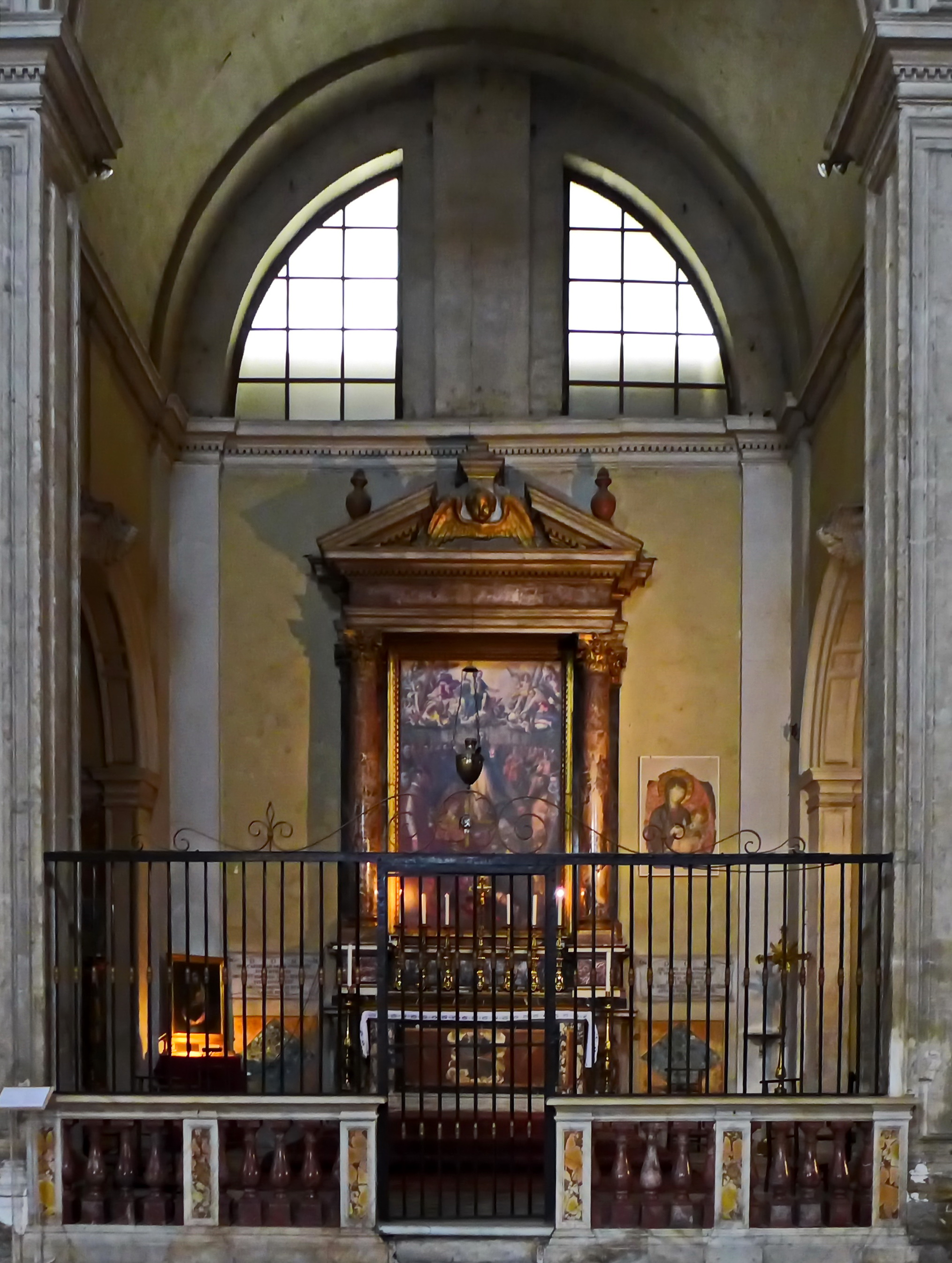
La cappella Giustiniani nella chiesa romana di Santa Maria sopra Minerva, dove venne sepolto Andrea Giustiniani

Andrea Giustiniani fu il primo a progettare un vero e proprio piano regolatore moderno per trasformare Bassano Romano da cittadina medievale a borgo moderno, trasformazioni che per gli alti costi e l'ampiezza di area lasciarono gravemente fiaccato il patrimonio economico dei suoi feudatari. Da subito Andrea si impegnò nella trasformazione del castello locale in un moderno palazzo residenziale con caratteristiche di villa di campagna, realizzando una vasta tenuta da caccia di 24 ettari di estensione, con casino da caccia, oltre ad un giardino con fontane e statue. Fece costruire inoltre due ponti (uno che collegava il palazzo al parco, passando sopra il fossato medievale) e l'altro sul fossato nord. In onore del santo patrono del padre, fu Andrea Giustiniani a fondare la chiesa di San Vincenzo martire, oltre a far costruire la chiesa di San Filippo Neri.
Il privilegio principesco da poco ottenuto, fruttò al feudo di Bassano ulteriori vantaggi come ad esempio il fatto che esso venne sottratto alla giurisdizione della Sacra Congregazione del Buon Governo, o essere reso borgo franco per facilitare gli scambi commerciali della fiera annuale che si teneva nelle prime settimane di novembre di ogni anno e che rappresentava un'importante realtà agricola per tutta la zona.
Morì a Roma nel 1667 e venne sepolto nella Chiesa di Santa Maria sopra Minerva.

## Matrimonio
Il 6 febbraio 1640 sposò Anna Maria Flaminia Pamphili (1619-1684), figlia di Pamphilio Pamphili (fratello di papa Innocenzo X) e di sua moglie, Olimpia Maidalchini. Da questa unione nacquero i seguenti figli:
- Olimpia (1641–1729), sposò Maffeo Barberini, II principe di Palestrina
- Vincenzo (27 settembre 1643 - 1° luglio 1645)
- Giovanni Battista (26 dicembre 1644 - 2 febbraio 1663), chierico
- Giuseppe (20 marzo 1646 - prima del maggio 1667)
- Girolamo (21 maggio 1647 - 2 luglio 1648)
- Benedetto (morto il 12 aprile 1648 in tenera età)
- Caterina (17 luglio 1648 – 7 gennaio 1724[1]), sposò Giulio Savelli, III principe di Albano
- Carlo Benedetto (1649–1679), sposò Caterina Gonzaga dei conti di Novellara
- Lorenzo (5 novembre 1651 - prima del maggio 1667)
- Laura (morta in tenera età il 1º novembre 1653)
- Vittoria (morta in tenera età il 22 dicembre 1656).

## Albero genealogico
|                                           |   |                              | Genitori |  |  | Nonni |  |  | Bisnonni                      |  |  | Trisnonni                     |  |
|                                           |   |                              |          |  |  |       |  |  | Bernardo Giustiniani de Banca |  |  | Andreolo Giustiniani de Banca |  |
|                                           |   |                              |          |  |  |       |  |  | Bernardo Giustiniani de Banca |  |  | Andreolo Giustiniani de Banca |  |
|                                           |   | …                            |          |  |  |       |  |  | Bernardo Giustiniani de Banca |  |  |                               |  |
| Andreolo Giustiniani de Banca             |   |                              |          |  |  |       |  |  | Bernardo Giustiniani de Banca |  |  |                               |  |
|                                           |   | …                            | …        |  |  |       |  |  |                               |  |  |                               |  |
|                                           |   | …                            | …        |  |  |       |  |  |                               |  |  |                               |  |
|                                           |   | …                            | …        |  |  |       |  |  |                               |  |  |                               |  |
| Cassano Giustiniani de Banca              |   | …                            |          |  |  |       |  |  |                               |  |  |                               |  |
|                                           |   | Cassano Giustiniani de Banca | …        |  |  |       |  |  |                               |  |  |                               |  |
|                                           |   | Cassano Giustiniani de Banca | …        |  |  |       |  |  |                               |  |  |                               |  |
|                                           |   | Cassano Giustiniani de Banca | …        |  |  |       |  |  |                               |  |  |                               |  |
| Luchina Giustiniani de Banca              |   | Cassano Giustiniani de Banca |          |  |  |       |  |  |                               |  |  |                               |  |
|                                           |   | Chiara Giustiniani de Banca  | …        |  |  |       |  |  |                               |  |  |                               |  |
|                                           |   | Chiara Giustiniani de Banca  | …        |  |  |       |  |  |                               |  |  |                               |  |
|                                           |   | Chiara Giustiniani de Banca  | …        |  |  |       |  |  |                               |  |  |                               |  |
| Andrea Giustiniani, I principe di Bassano |   | Chiara Giustiniani de Banca  |          |  |  |       |  |  |                               |  |  |                               |  |
|                                           | … | …                            |          |  |  |       |  |  |                               |  |  |                               |  |
|                                           | … | …                            |          |  |  |       |  |  |                               |  |  |                               |  |
|                                           | … | …                            |          |  |  |       |  |  |                               |  |  |                               |  |
| …                                         | … |                              |          |  |  |       |  |  |                               |  |  |                               |  |
|                                           |   | …                            | …        |  |  |       |  |  |                               |  |  |                               |  |
|                                           |   | …                            | …        |  |  |       |  |  |                               |  |  |                               |  |
|                                           |   | …                            | …        |  |  |       |  |  |                               |  |  |                               |  |
| Caterina de Bellis                        |   | …                            |          |  |  |       |  |  |                               |  |  |                               |  |
|                                           |   | …                            | …        |  |  |       |  |  |                               |  |  |                               |  |
|                                           |   | …                            | …        |  |  |       |  |  |                               |  |  |                               |  |
|                                           |   | …                            | …        |  |  |       |  |  |                               |  |  |                               |  |
| …                                         |   | …                            |          |  |  |       |  |  |                               |  |  |                               |  |
|                                           |   | …                            | …        |  |  |       |  |  |                               |  |  |                               |  |
|                                           |   | …                            | …        |  |  |       |  |  |                               |  |  |                               |  |
|                                           |   | …                            | …        |  |  |       |  |  |                               |  |  |                               |  |
|                                           |   | …                            |          |  |  |       |  |  |                               |  |  |                               |  |